# Дома в Унтерахе на Аттерзе
«Дома в Унтерахе близ Аттерзе» (нем. Häuser in Unterach am Attersee) — пейзаж австрийского художника Густава Климта, созданная в 1916 году. Унтерах-ам-Аттерзе — австрийская деревня, расположенная в юго-западной части Верхней Австрии, в Зальцкаммергуте, на южном берегу озера Аттерзе. Густав Климт многие годы проводил лето на Аттерзе, ставшем популярным курортом венской буржуазии после того, как императорский двор облюбовал Бад-Ишль в качестве летней резиденции. На Аттерзе Климт написал более полусотни пейзажей.
Картина находится в частном собрании. После её реституции вместе с четырьмя другими работами Густава Климта наследнице Блох-Бауэров Марии Альтман она была продана на аукционе «Кристис» за 31,376 млн долларов США (24,6 млн евро) некой даме, находившейся в зале торгов.

## Описание
В работе «Дома в Унтерах на Аттерзе» Климт изображает небольшую часть города на берегу озера. На картине выделяется ярко-красный фасад дома, который частично скрыт по обеим сторонам большими деревьями. Слева от дома на берегу озера изображено небольшое темно-красное здание, цветом поддерживающее предыдущий фасад. На склоне холма расположено большое жёлтое здание, которое завершает композицию картины. Отсутствует источник света, и ничто в картине не отбрасывает тени. В основном, цвета в пейзаже приглушенные и несколько размытые.
В этом городском пейзаже, практически отсутствует деление на планы, а перспектива, уходит не вглубь картины, а вверх. Несмотря на то, что изображенная местность является холмистой, Климт изображает дома, будто парящими в воздухе, которые зависают друг над другом. В изображении самих зданий отсутствует перспектива.
Статический характер пейзажей Климта определяется квадратным форматом картин, и он редко нарушается быстрыми и динамичными изменениями, вызванными, например, изменением освещения или погоды. Климт почти никогда не использовал дальнюю перспективу в своих пейзажах, представляя общий вид, который позволяет смотреть на природу или на определённый сюжет на расстоянии. Его работы характеризуются близкой перспективой, которая сокращает расстояние. Его пейзажи представляют крупный план, и зачастую превращают природу в «интерьер». Взгляд художника направлен в бесконечность природы. Это проявляется в построении пространства (секционный характер картин) и отображении состояния (спокойствие, медлительность). Климт нередко исключает линию горизонта из перспективы, то есть любой намек на пространственную глубину. Такое решение перспективы способствует тому, что художник создает небольшой объём, накладывая живописные слои на поверхность холста, для создания небольшой глубины пространства, но эти слои образуют не объемные, а двухмерные области. Прием с близкой перспективой и отсутствием глубины предполагал специфический подход к восприятию пейзажа со стороны художника. Климт не только использовал квадратный шаблон, чтобы найти подходящий фрагмент для изображения, он также использовал оптические приборы, такие как телескоп и оперные очки, чтобы увидеть подходящий сюжет с расстояния. Картина «Дома в Унтерах на Аттерзе» была выполнена с помощью подзорной трубы, поскольку этот метод был эффективен для Климта. Он позволял художнику, не меняя локации, находить и изображать новый сюжет. В связи с этим его работы выглядят, как увеличенные и приближенные фрагменты пейзажа.